# ارکستر فیلادلفیا
ارکستر فیلادلفیا (انگلیسی: Philadelphia Orchestra) یک ارکستر آمریکایی است که در شهر فیلادلفیا در ایالت پنسیلوانیا واقع شده است.
این ارکستر در سال ۱۹۰۰ میلادی توسط «فریتس شیل» بنیان نهاده شد که خودش هم، نخستین رهبر ارکسترش بود.
یانیک نزه-سگن از سال ۲۰۱۲ به عنوان مدیر موسیقی ارکستر فعالیت می‌کند. ماتیاس تارنوپولسکی در اوت ۲۰۱۸ به عنوان رئیس و مدیرعامل منصوب شد.

## نگارخانه

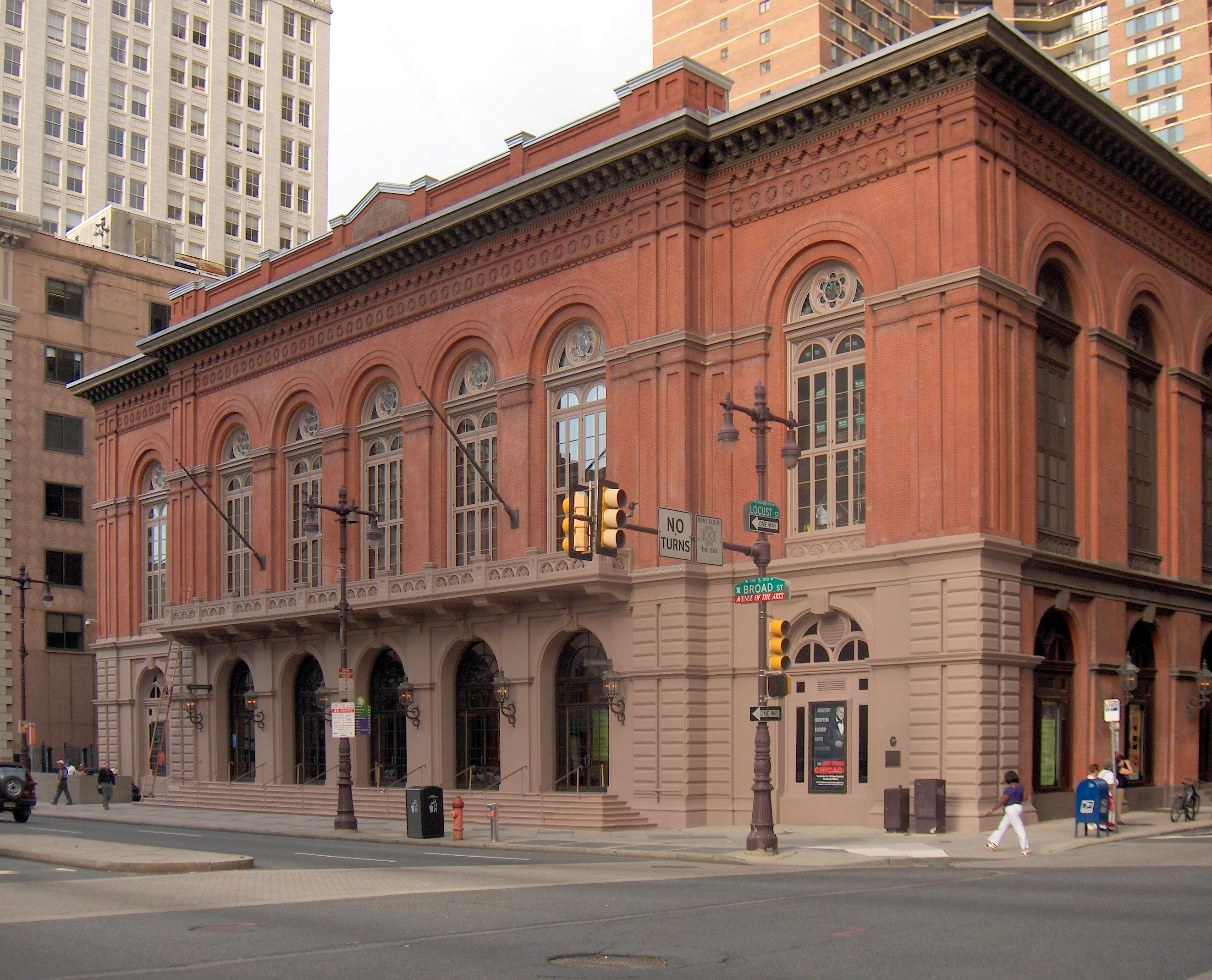
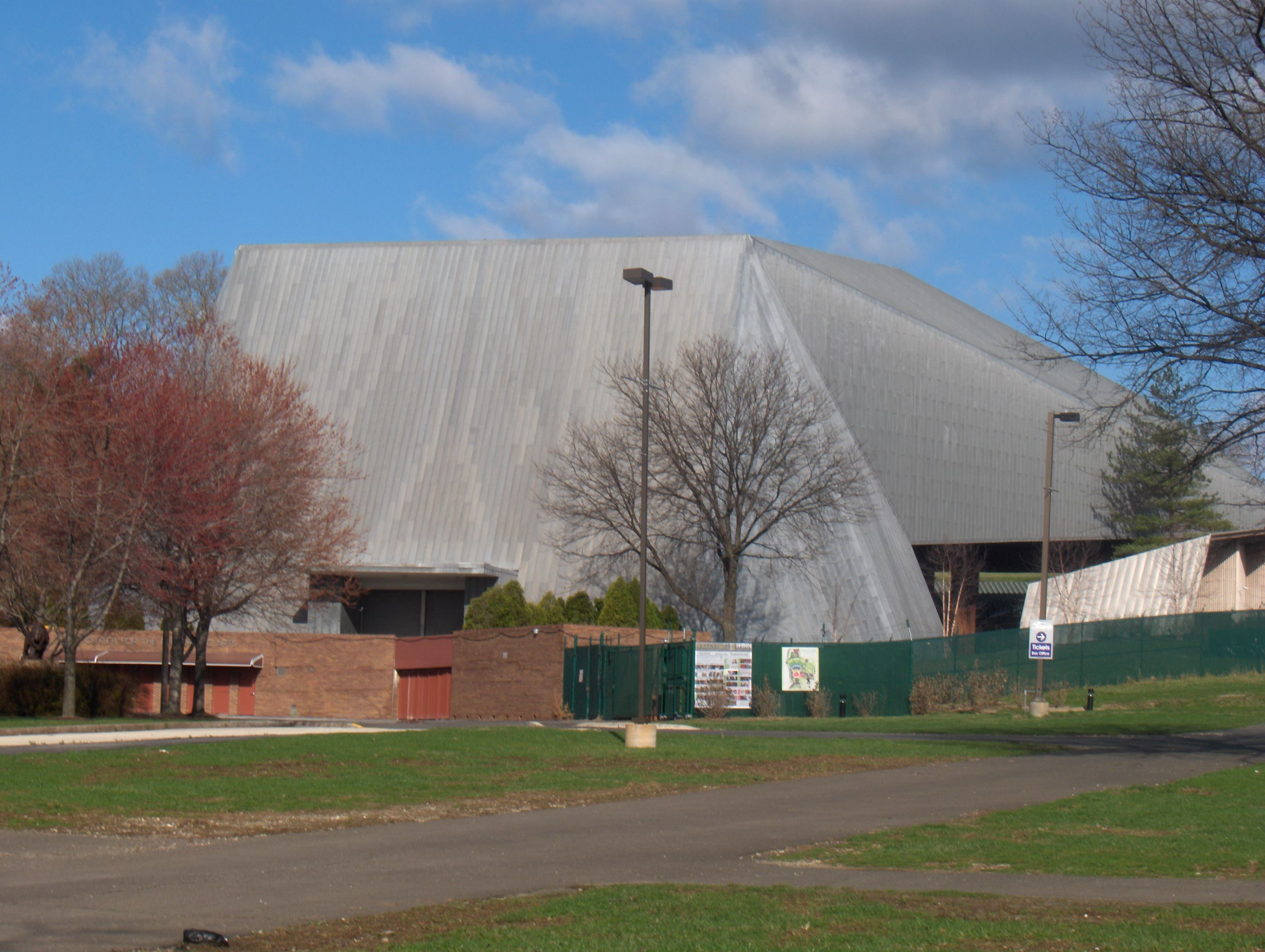
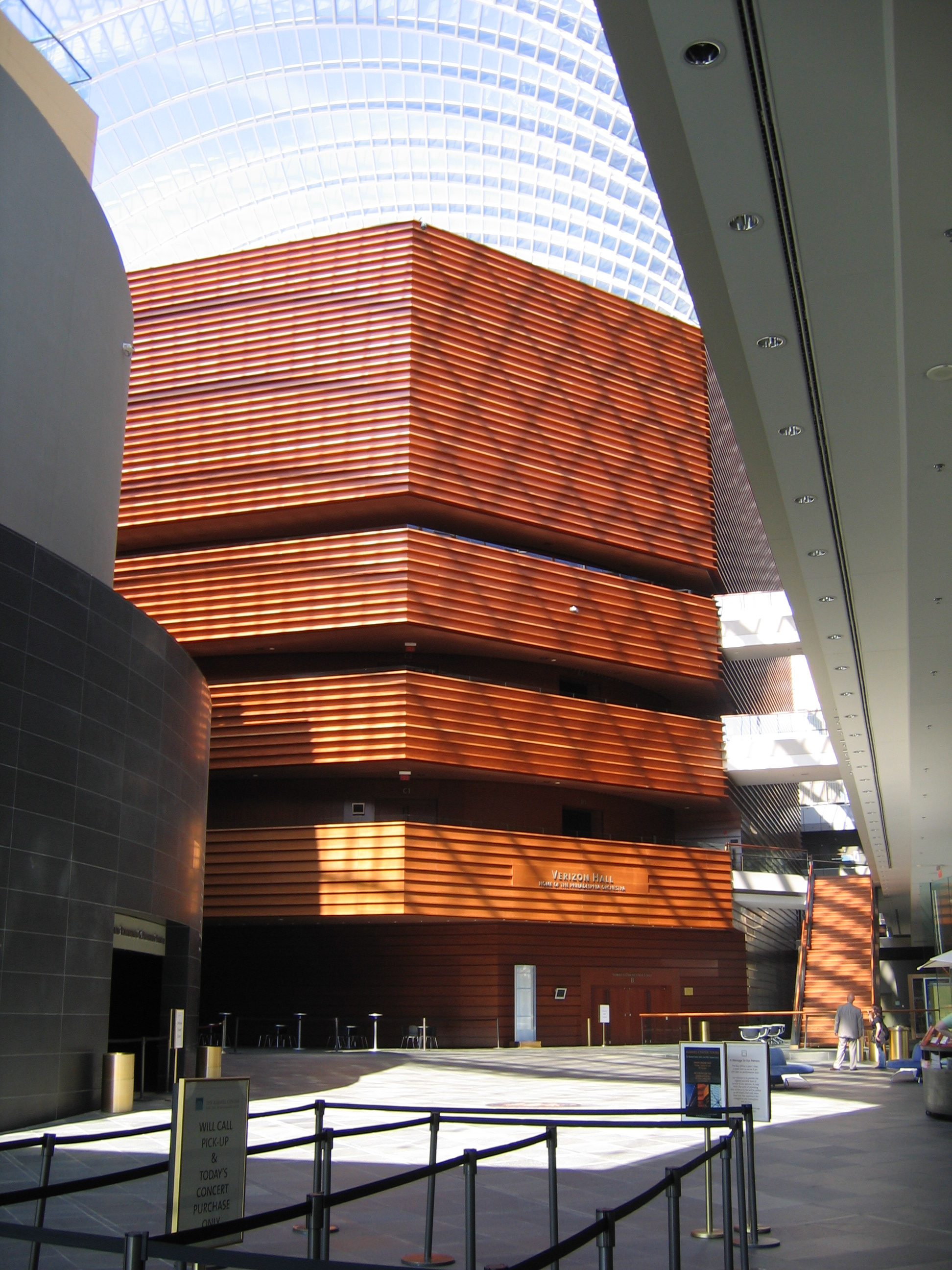
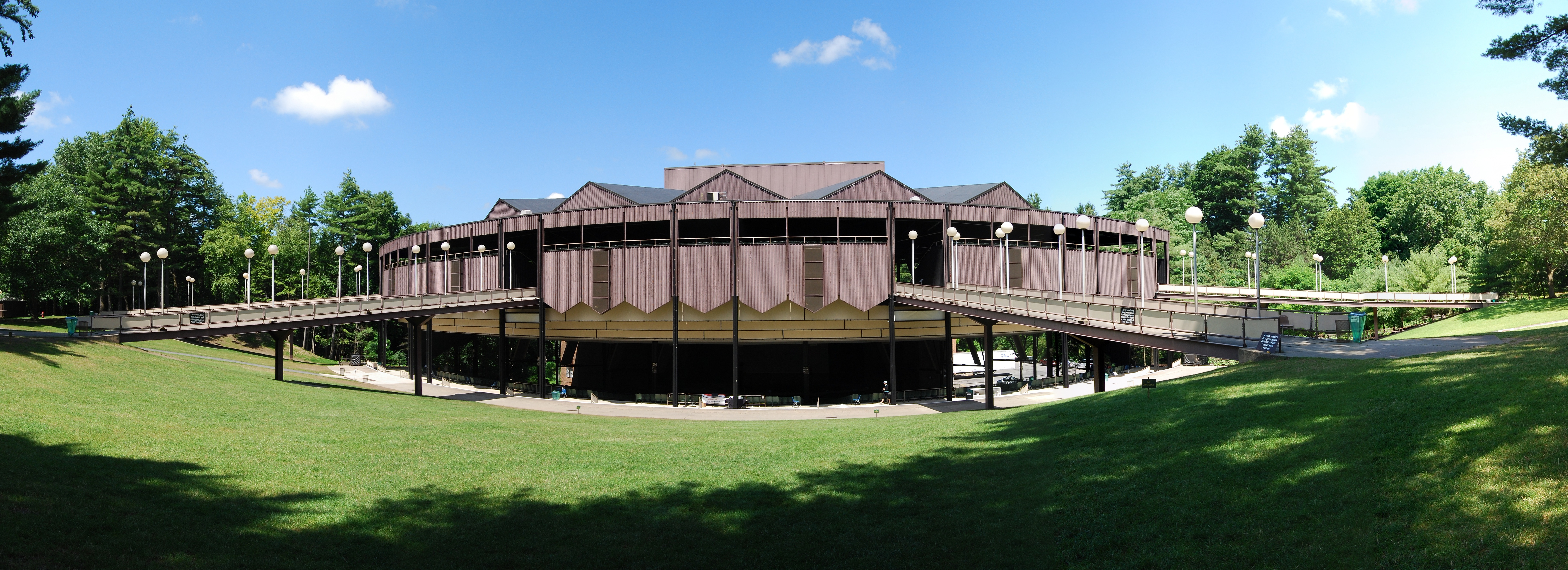